# Molecularidad
La molecularidad es el número de moléculas que forman parte como reactivos en un proceso elemental, es decir, la suma de las moléculas de cada reactivo antes de formar el complejo activado para convertirse en los productos.
Es un concepto teórico que indica el n.º de partículas individuales que participan en un paso elemental del mecanismo de reacción.
En los procesos (pasos) elementales del mecanismo de reacción pueden coincidir orden de reacción y molecularidad. No puede haber reacciones elementales con molecularidad superior a 3 (Termoleculares).
Proceso unimolecular
{\displaystyle A\longrightarrow B+C}
Proceso bimolecular
{\displaystyle A+B\longrightarrow C}
Proceso bimolecular
{\displaystyle 2A\longrightarrow F}
Proceso trimolecular (Termolecular)
{\displaystyle 2A+B\longrightarrow C}
- Datos: Q776329